# Europäischer Opernregie-Preis

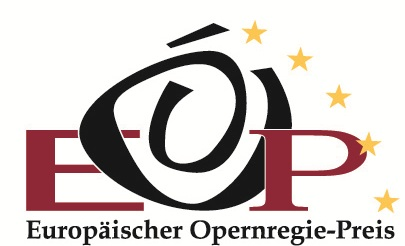
Logo des Preises

Der Europäische Opernregie-Preis (EOP) ist ein internationaler Wettbewerb für Nachwuchs-Opernregisseure. Das Ziel ist, Regietalenten eine Hilfe für den Karrierestart zu bieten.

## Die Veranstalter
Der Wettbewerb wird alle zwei Jahre ausgeschrieben, in der Zusammenarbeit der Camerata Nuova e.V., einem Zusammenschluss von Opernfreunden in Wiesbaden, und der Opera Europa Brüssel, einer Serviceorganisation für professionelle Opernunternehmen und Opernfestivals in ganz Europa. Alle zwei Jahre stellt ein anderes Opernhaus der Opera Europa die Aufgabe.

## Der Wettbewerb
Gefordert wird ein vollständiges Regiekonzept der in der Ausschreibung genannten Oper in englischer Sprache. Es wird erwartet, dass das Konzept die Zeit und den Ort der Interpretation deutlich macht und das konkrete Geschehen auf der Bühne durch Regieanweisungen, Medieneinsatz, Bühnen- und Kostümgestaltung in Einzelschritten beschreibt. Dem Regiekonzept sind beispielhafte Vorschläge für das Marketing des aufführenden Opernhauses hinzuzufügen. Daraus sollte deutlich werden, wie diese Inszenierung einem Publikum vorgestellt werden könnte, was an dieser Inszenierung Besonderes ist und was ihre Alleinstellungsmerkmale (USP) sind.
Der Wettbewerb ist öffentlich und international ausgerichtet. Teilnahmeberechtigt sind Regisseure, Regisseurinnen und Regieteams, die eine entsprechende Ausbildung bzw. künstlerische Erfahrung nachweisen können und noch an keiner größeren Bühne eine eigenständige Inszenierung durchgeführt haben. Teilnehmende dürfen nicht älter als 35 Jahre alt sein. Diese Altersbegrenzung gilt bei Teams für jedes Teammitglied. Die Teilnahme am Wettbewerb ist kostenfrei.
Für jeden Wettbewerb wird eine neue Jury berufen. Jurymitglieder waren u. a.: Klaus Zehelein, Joan Matabosch (seinerzeit Intendant Teatre del Liceu Barcelona), Barbara Minghetti (Intendantin des Teatro Sociale di Como), Graham Vick oder David Pountney.

## Die Preise
Der EOP - Europäischer Opernregie-Preis ist mit einem Preisgeld von insgesamt 35.000 Euro dotiert.
- 1. Preis: Die Aufführungsgarantie für das Konzept

Der Preis ist verbunden mit der Zahlung von 20.000,- € an das Opernhaus als Beitrag zum Teamhonorar.
- 2. Preis: Ein Regieauftrag

Der Preis ist verbunden mit einer Zahlung von 10.000,- € an ein Haus der Opera Europa als Beitrag zum Regiehonorar.
- 3. Preis: Eine Assistenz an einem Opernhaus

Der Preis ist verbunden mit einer Zahlung von 5.000,- € an ein Haus der Opera Europa als Beitrag zum Assistenzhonorar.

## Die Preisträger
Bisher wurden die folgenden Preisträger ausgezeichnet:
| EOP | Jahr | ausschreibendes Opernhaus        | Werk                                            | Jury | 1. Preis                                                                              | 2. Preis | 3. Preis                                                                             |
| --- | ---- | -------------------------------- | ----------------------------------------------- | --- | ------------------------------------------------------------------------------------- | --- | ------------------------------------------------------------------------------------ |
| 12. | 2022 | Det Kongelike Teatr Copenhagen   | Benjamin Britten: "The Turn of the Screw"       | John Fulljames, Laura Berman, Katharina Thoma, Randi Stene, Matthieu Dussouillez                                       | Anthony Almeida (Regie), Rosanna Vize (Ausstattung)                                   | Victoria Stevens (Regie), Anna Kirsch (Ausstattung)                                                           | Lorenzo Ponte (Regie)                                                                |
| 11. | 2020 | Teatr Wielki                     | Stanisław Moniuszko: "Das Gespensterschloss"    | Sir David Pountney, Renata Borowska-Juszczynska, Ulrich Lenz, Carolin Wielpütz, Zana Cela                              | Ilaria Lanzino (Regie), Leif-Erik Heine (Ausstattung)                                 | Nicht vergeben                                                                                                | Sergei Morozov (Regie), Karin Margareta Gille (Ausstattung)                          |
| 10. | 2018 | Staatstheater Mainz              | Giacomo Puccini: "Manon Lescaut"                | Annilese Miskimmon, Renata Borowska-Juszczynska, James Clutton, Graham Vick, Richard Willacy, Stefan Vogel             | Karolina Sofulak (Regie), Georg Leigh (Ausstattung)                                   | Nicht vergeben                                                                                                | Nicht vergeben                                                                       |
| 10. | 2018 | Staatstheater Mainz              | Giacomo Puccini: "Manon Lescaut"                | Annilese Miskimmon, Renata Borowska-Juszczynska, James Clutton, Graham Vick, Richard Willacy, Stefan Vogel             | Gerard Jones (Regie), Cecile Tremolieres (Ausstattung)                                | Nicht vergeben                                                                                                | Nicht vergeben                                                                       |
| 9.  | 2016 | Teatro Regio di Parma            | Giuseppe Verdi: "La Traviata"                   | Graham Vick, Barbara Minghetti, Christina Scheppelmann, Peter Spuhler, Dieter Kaegi                                    | Andrea Bernard (Regie), Alberto Beltrame (Ausstattung), Elena Beccaro (Kostüme)       | Nicht vergeben                                                                                                | Max Hoehn (Regie)                                                                    |
| 9.  | 2016 | Teatro Regio di Parma            | Giuseppe Verdi: "La Traviata"                   | Graham Vick, Barbara Minghetti, Christina Scheppelmann, Peter Spuhler, Dieter Kaegi                                    | Andrea Bernard (Regie), Alberto Beltrame (Ausstattung), Elena Beccaro (Kostüme)       | Nicht vergeben                                                                                                | Martin Verdross (Regie)                                                              |
| 8.  | 2015 | Oper Köln                        | Udo Zimmermann: "Weiße Rose"                    | Peter Spuhler, Dr. Birgit Meyer, Dieter Kaegi, Detlef Brandenburg, David B. Devan                                      | Niki Ellinidou (Regie), Nefeli Myrtidi (Ausstattung)                                  | Nicht vergeben                                                                                                | Nicht vergeben                                                                       |
| 8.  | 2015 | Oper Köln                        | Udo Zimmermann: "Weiße Rose"                    | Peter Spuhler, Dr. Birgit Meyer, Dieter Kaegi, Detlef Brandenburg, David B. Devan                                      | Anna Drescher (Regie), Hudda Chukri (Ausstattung), Maximilian Hagemeyer (Dramaturgie) | Nicht vergeben                                                                                                | Nicht vergeben                                                                       |
| 7.  | 2013 | Stadttheater Klagenfurt          | Ruggero Leoncavallo: "Pagliacci"                | David Pountney, Florian Scholz, Barbara Minghetti, Serge Dorny, Tatjana Gürbaca, Grace Lang                            | Nicht vergeben                                                                        | Rafael R. Villalobos (Regie), Marta Delatte (Regiemitarbeit), Rafael Merino (Bühnenbild), Sara Roma (Kostüme) | Nicht vergeben                                                                       |
| 6.  | 2011 | Teatro Sociale di Como           | Vincenzo Bellini: "I Capuleti e i Montecchi"    | Bernd Loebe, Dirk Rehkessel, Barbara Minghetti, Marc Adam, Umberto Fanni, Dr. Eckhar Tiemann                           | Sam Brown (Regie), Annemarie Woods (Ausstattung)                                      | Stefano Simone Pintor (Regie), Gregorio Zurla (Bühnenbild), Stefania Barreca (Kostüme)                        | Joel Ivany (Regie), Camellia Koo (Ausstattung), Jason Hand (Licht)                   |
| 5.  | 2009 | Stadttheater Bern                | Wolfgang Amadeus Mozart: "La finta giardiniera" | Nicola Sani, Mark Adam, Lars Tibell, Marc Clémeur, Javier Menendez, Prof. Achim Weizel                                 | Anna Dirckinck-Holmfeld (Regie), Sibylle Wallum (Ausstattung)                         | Dorotty Szalma (Regie)                                                                                        | Philipp Hauß (Regie), Bettina Kraus (Ausstattung)                                    |
| 4.  | 2007 | Latvian National Opera Riga      | Antonín Dvořák: "Rusalka"                       | Lars Tibell, Jochen Breiholz, Nicholas Payne, Nicholas Snowman, Andrejy Zagars, Joan Matabosch, Dr. Hannelore Neumeier | Johannes Gleim (Regie), Daniela Juckel (Ausstattung)                                  | Katharina Thoma (Regie), Julia Müer (Ausstattung)                                                             | Alessandro Talevi (Regie), Madeleine Boyd                                            |
| 3.  | 2005 | Opera Ireland Dublin             | Giacchino Rossini: "La Cenerentola"             | John Dew, Dieter Kaegi, Bodo Busse, Dr. Harald O. Witte, Nicholas Snowman, Dr. Manfred Beilharz                        | Thaddeus Strassberger (Regie und Bühnenbild), Mattie Ullrich (Kostüme)                | Michiel Dijkema (Regie und Bühnenbild), Claudia Damm (Kostüme)                                                | Alfonso Romero Mora (Regie), Elena Gospodinova (Bühnenbild), Carol Gamarra (Kostüme) |
| 2.  | 2003 | Opéra national du Rhin Straßburg | Heinrich Marschner: "Hans Heiling"              | Marc Clémeur, Nicholas Snowman, Manfred Beilharz, Armin Kretschmar                                                     | Andreas May (Regie), David König (Ausstattung)                                        | Orpha Phelan (Regie), Leslie Travers (Ausstattung)                                                            | Nicht vergeben                                                                       |
| 2.  | 2003 | Opéra national du Rhin Straßburg | Heinrich Marschner: "Hans Heiling"              | Marc Clémeur, Nicholas Snowman, Manfred Beilharz, Armin Kretschmar                                                     | Andreas May (Regie), David König (Ausstattung)                                        | Mariame Clément (Regie)                                                                                       | Nicht vergeben                                                                       |
| 1.  | 2001 | Staatstheater Wiesbaden          | Ludwig van Beethoven: "Fidelio"                 | Klaus Zehelein, Achim Thorwald, Rudolf Berger, Zsolt Gheczy, Armin Kretschmar                                          | Matthias Lutz (Regie), Julia Hansen (Ausstattung)                                     | Nicht vergeben                                                                                                | Waltraud Lehner (Regie), Susanne Ellinghaus (Ausstattung)                            |